# Tanystylum californicum
Tanystylum californicum là một loài nhện biển trong họ Ammotheidae. Loài này thuộc chi Tanystylum. Tanystylum californicum được miêu tả khoa học năm 1939 bởi Hilton.